# 1885 en Ontario
Chronologie de l'Ontario
- 1881
- 1882
- 1883
- 1884
- 1885
- 1886
- 1887
- 1888
- 1889

Cette page concerne des événements d'actualité qui se sont produits durant l'année 1885 dans la province canadienne de l'Ontario.

## Politique
- Premier ministre : Oliver Mowat (Parti libéral).
- Chef de l'Opposition: William Ralph Meredith (Parti conservateur)
- Lieutenant-gouverneur: John Beverley Robinson (en)
- Législature: 5e (en)

## Événements

### Janvier
- 27 janvier : le libéral John Francis Dowling (en) est réélu député provincial de Renfrew-Sud.
- 28 janvier : le conservateur Matthew William Pruyn (en) est élu député fédéral de Lennox à la suite de la démission du libéral David Wright Allison (en) pour sa réélection.

### Février
- 28 février : le député libéral provincial de Kent-Est (en) Daniel McCraney (en) est décédé en fonction à l'âge de 50 ans.

### Juin
- 8 juin : le député conservateur fédéral de Grenville-Sud William Thomas Benson (en) est décédé en fonction à Cardinal à l'âge de 61 ans.
- 19 juin : le libéral Robert Ferguson (en) est élu sans opposition député provincial de Kent-Est (en) à la suite de la mort du même parti Daniel McCraney (en) le 28 février dernier.
- 26 juin : le Parti libéral remporte les trois élections partielles provinciales d'Algoma-Ouest, Lennox et Simcoe-Est.
- 29 juin : le libéral Robert Adam Lyon est élu député provincial de la nouvelle circonscription d'Algoma-Est.

### Juillet
- 4 juillet :

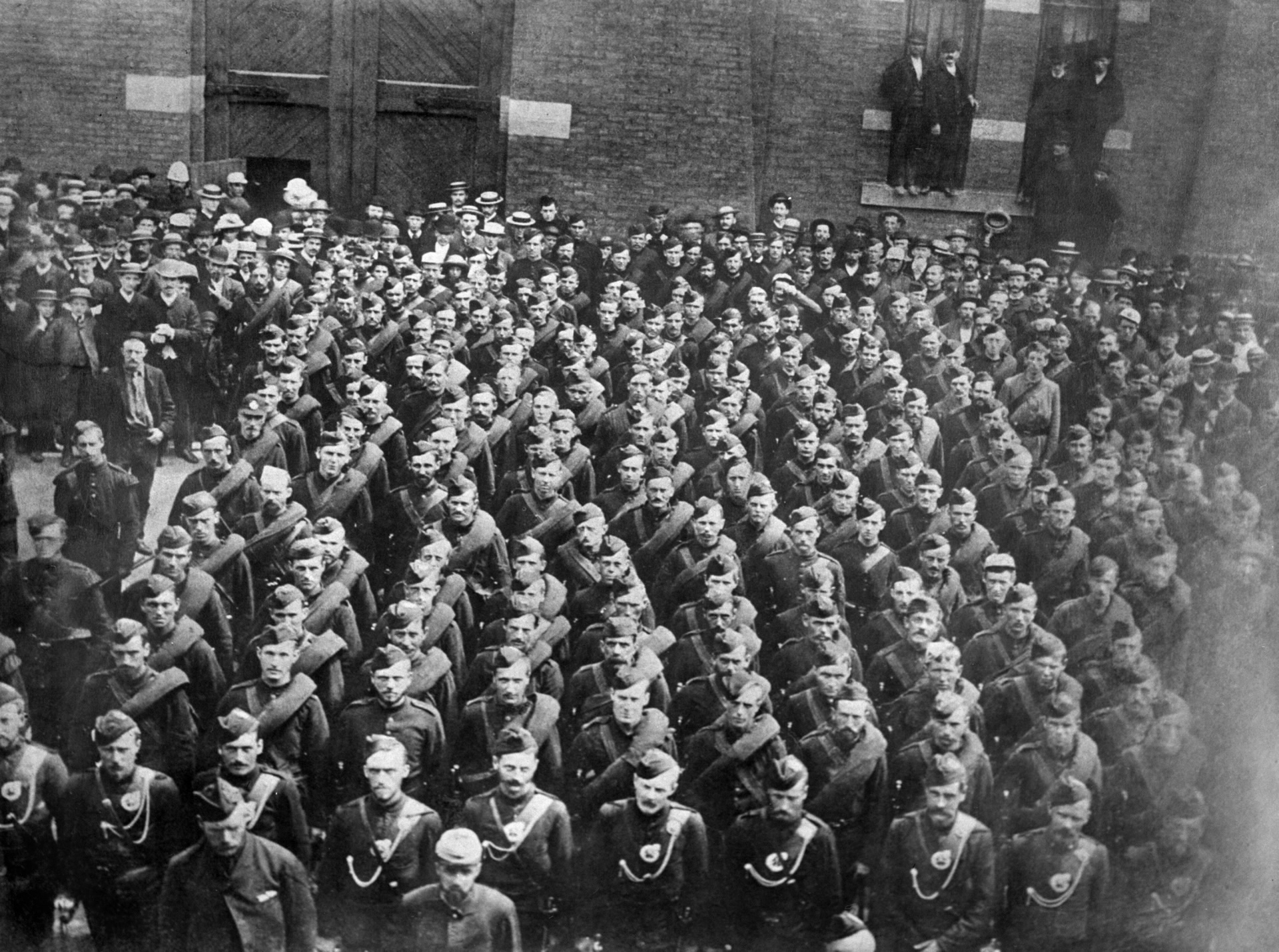
The Queen’s Own Rifles retournant à Toronto après la Rébellion du Nord-Ouest

  - le député conservateur fédéral de Durham-Est Arthur Trefusis Heneage Williams qui a été tombé malade peu de temps après la Bataille de Batoche est commence, est décédé en fonction par une fièvre alors qui a été en voyage au bateau à vapeur sur la Rivière Saskatchewan Nord à l'âge de 48 ans.
  - le conservateur Walter Shanly (en) est élu sans opposition député fédéral de Grenville-Sud à la suite de la mort du même parti William Thomas Benson (en) le 8 juin dernier.

### Août
- 24 août : le conservateur Henry Alfred Ward est élu sans opposition député fédéral de Durham-Est à la suite de la mort du même parti Arthur Trefusis Heneage Williams le 4 juillet dernier.

## Naissances
- 11 janvier : Gordon Daniel Conant, 12e premier ministre de l'Ontario († 2 janvier 1953).
- 4 février : Cairine Wilson, première femme sénatrice du Canada († 3 mars 1962).
- 3 avril : Allan Dwan, réalisateur, scénariste et producteur († 28 décembre 1981).
- 8 mai : Thomas B. Costain (en), auteur et journaliste († 8 octobre 1965).
- 23 octobre : Lawren Harris, peintre († 29 janvier 1970).
- 5 novembre : Edgar Sydney Little (en), sénateur († 23 décembre 1943).

## Décès
- 28 février : Daniel McCraney (en), député provincial de Kent-Est (en) (1875-1885) (° 1er juillet 1834).
- 8 avril : Susanna Moodie, auteur (° 6 décembre 1803).
- 8 juin : William Thomas Benson (en), député fédéral de Grenville-Sud (1879-1885) (° 20 avril 1824).
- 4 juillet : Arthur Trefusis Heneage Williams, député provincial de Durham-Est (en) (1867-1874) et député fédéral de Durham-Est (1879-1885) (° 13 juin 1837).
- 17 juillet : Jean-Charles Chapais, député provincial de Champlain (1867-1871) à l'Assemblée nationale du Québec et sénateur De la Durantaye (1868-1885) (° 2 décembre 1811).
- 24 novembre : Edward McGillivray (en), 2e maire d'Ottawa (° 15 septembre 1815).